# Bejaria imthurnii
Bejaria imthurnii é uma espécie vegetal pertencente à família Ericaceae, endêmica da região do Monte Roraima.